# White Mansions
White Mansions è un concept album sulla guerra civile americana (vista dalla parte confederata), che vede la partecipazione, oltre di Waylon Jennings anche della moglie, Jessi Colter, John Dillon e Steve Cash, tra i musicisti anche Eric Clapton (in un paio di brani). L'album fu pubblicato nel giugno del 1978 dalla A&M Records sotto la produzione di Glyn Johns.

## Tracce
Brani composti da Paul Kennerley, tranne dove indicato.
Lato A
1. Story To Tell (The Preface) – 2:52
2. Dixie, Hold On – 3:14
3. Join Around the Flag – 2:16
4. White Trash – 3:55 (Paul Kennerley, Bernie Leadon)
5. The Last Dance & The Kentucky Racehorse – 5:26
6. Southern Boys – 2:58
7. The Union Mare & The Confederate Grey – 3:53

Lato B
1. No One Would Believe a Summer Could Be So Cold – 2:59
2. The Southland's Bleeding – 4:12
3. Bring Up the Twelve Pounders – 0:26
4. They Laid Waste to Our Land – 2:33
5. Praise the Lord – 1:09
6. The King Has Called Me Home – 3:13
7. Bad Man – 3:04
8. Dixie, Now You're Done – 3:13

## Musicisti
- Waylon Jennings - chitarra elettrica solista (brano A2)
- Waylon Jennings - chitarra acustica
- Waylon Jennings - voce (brani A2, A7, B2, B8)
- Waylon Jennings - narratore (brano B4)
- Jessi Colter - voce (brani A1, A5)
- Jessi Colter - accompagnamento vocale (brano A7)
- Rodena Preston - voce (brano B5)
- Bernie Leadon - chitarra elettrica solista (brani A6, B2)
- Bernie Leadon - chitarra acustica solista (brani B1, B6, B7)
- Bernie Leadon - banjo, mandolino, steel guitar, accompagnamento vocale
- John Dillon - chitarra acustica, pianoforte, pianoforte elettrico, dulcimer, fiddle, accompagnamento vocale
- John Dillon - voce (brani A3, A5, B1, B3, B4, B7)
- Eric Clapton - chitarra slide (brano A4)
- Eric Clapton - dobro (brano A5)
- Steve Cash - armonica, accompagnamento vocale
- Steve Cash - voce (brani A4, A6, B4, B6)
- Tim Hinkley - pianoforte (brani A4, B1)
- Tim Hinkley - organo (brano : B6)
- Dave Markee - basso, contrabbasso
- Henry Spinetti - batteria
- Paul Kennerley - accompagnamento vocale
- Brian Rogers - arrangiamenti (strumenti a corda)